# Mieczysław Mokrzycki
Mieczysław Mokrzycki (Majdan Lukawiecki, 29 de março de 1961) é um bispo católico polonês, e Arcebispo de Lviv dos Latinos na Ucrânia.

## Juventude e ordenação
Mokrzycki completou a escola primária em Łukawiec e Cieszanów, e depois estudou na Escola Técnica Agrícola Estadual em Oleszyce. Depois de terminar o ensino médio, estudou teologia na Universidade Católica de Lublin. Foi ordenado sacerdote em 17 de setembro de 1987, pelo arcebispo Marian Jaworski, então arcebispo diocesano de Lviv, radicado em Lubaczów. Em 1991, Mokrzycki partiu para o trabalho pastoral na Ucrânia. Em 1996 obteve o Doutorado em Teologia Sagrada pela Pontifícia Universidade Santo Tomás de Aquino, Angelicum. Sua dissertação foi intitulada "La formazione sacerdotale nell'arcidiocesi di Leopoli dei Latini alla luce dei recenti documenti dopo il Concilio Vaticano II (Formação Sacerdotal na Arquidiocese de Lviv dos Latinos à luz de documentos recentes após o Vaticano II)".
Em 1996, ele passou a trabalhar como perito na Congregação para o Culto Divino e Disciplina dos Sacramentos no Vaticano. Mesmo ano que passou a ser o segundo secretário particular do Papa João Paulo II.
Dom Mieczysław foi mantido no cargo pelo Papa Bento XVI até 2007, quando foi nomeado arcebispo coadjutor de Lviv para os latinos, na Ucrânia, no dia 16 de julho do mesmo ano.
Em 29 de setembro de 2007 foi ordenado bispo pelo Papa Bento XVI na Basílica de São Pedro. Escolheu como lema de vida episcopal: HUMILITAS![carece de fontes?]
No dia 29 de setembro de 2007 recebeu do presidente da Polônia Lech Kaczyński a Gran Cruz da Ordem da Polônia Restaurada, pelos serviços prestados a Igreja Polonesa.[carece de fontes?]
Aos 21 de outubro de 2008 com a renúncia aceita do Cardeal Marian Jaworski, Dom Mieczysław o sucedeu naquela arquidiocese.[carece de fontes?]
No dia 29 de junho de 2009 recebeu o pálio de arcebispo do Papa Bento XVI na Basílica de São Pedro, sendo, no dia posterior, recebido em audiência particular pelo Papa.[carece de fontes?]